# Scottish League Cup 2018/19
Der Scottish League Cup wurde 2018/19 zum 73. Mal ausgespielt. Der schottische Fußball-Ligapokal, der unter den Teilnehmern der Premiership, Championship, der League One und League Two sowie den beiden Meistern der Highland- und Lowland Football League ausgetragen wurde, begann am 13. Juli 2018 und endete mit dem Finale am 2. Dezember 2018 im Hampden Park von Glasgow. Der Wettbewerb wurde offiziell als Betfred Scottish League Cup ausgetragen. Der Ligapokal begann mit 8 Gruppen zu jeweils fünf Mannschaften. Die acht Gruppensieger und die vier zweitbesten Mannschaften jeder Gruppe erreichten die 2. Runde. Die Mannschaften, die am Europapokal teilnahmen, starteten erst in der 2. Runde. Wurde in einem Duell nach 90 Minuten kein Sieger gefunden, so wurde das Spiel im Elfmeterschießen entschieden. Der Sieger erhielt zwei Punkte, der Verlierer einen. Als Titelverteidiger startete Celtic Glasgow in den Wettbewerb, das im Vorjahresfinale gegen den FC Motherwell gewonnen hatte. Im diesjährigen Finale traf Titelverteidiger Celtic Glasgow auf den FC Aberdeen. Celtic erreichte zum 33. Mal das Endspiel im Ligapokal seit 1957, wovon 17 gewonnen wurden. Für die Dons ist es das fünfzehnte Finale im Ligapokal seit 1947. Celtic gewann das Finale mit 1:0 durch ein Tor von Ryan Christie. Es war der 18. Titel im Ligapokal seit deren ersten Sieg im Jahr 1957.

## Termine
| Runde         | Datum                         | Spiele | Vereine | Neueinstiege |
| ------------- | ----------------------------- | ------ | ------- | ------------ |
| Gruppenphase  | 13. Juli 2018 – 29. Juli 2018 | 80     | 44 → 12 | keine        |
| 2. Runde      | 18./19. August 2018           | 8      | 16 → 8  | 4            |
| Viertelfinale | 25./26. September 2018        | 4      | 8 → 4   | keine        |
| Halbfinale    | 27./28. Oktober 2018          | 2      | 4 → 2   | keine        |
| Finale        | 2. Dezember 2018              | 1      | 2 → 1   | keine        |

## Teilnehmende Mannschaften
Am Wettbewerb nehmen folgende 44 Mannschaften teil:
| Premiership 12 Vereine der Saison 2018/19 | Championship 10 Vereine der Saison 2018/19 | League One 10 Vereine der Saison 2018/19                                                                                                   | League Two 10 Vereine der Saison 2018/19 | Highland Football League Meister der Saison 2017/18 Lowland Football League Meister der Saison 2017/18 |
| Celtic Glasgow Glasgow Rangers FC Aberdeen Hibernian Edinburgh FC Kilmarnock Heart of Midlothian FC Motherwell FC St. Johnstone FC Dundee Hamilton Academical FC Livingston FC St. Mirren | Partick Thistle Ross County Dundee United Dunfermline Athletic Inverness CT Queen of the South Greenock Morton FC Falkirk Ayr United Alloa Athletic | FC Dumbarton Brechin City Raith Rovers FC Arbroath FC Stranraer FC East Fife Airdrieonians FC Forfar Athletic FC Montrose FC Stenhousemuir | FC Queen’s Park Albion Rovers FC Peterhead Stirling Albion FC Clyde Elgin City Annan Athletic Berwick Rangers Edinburgh City FC Cowdenbeath | Cove Rangers FC Spartans                                                                               |

## Gruppenphase
Die Gruppenphase wurde am 25. Mai 2018 ausgelost. Die acht Gruppensieger und die vier zweitbesten Mannschaften jeder Gruppe erreichten die 2. Runde. Die Europapokalteilnehmer Celtic Glasgow, FC Aberdeen, die Glasgow Rangers und Hibernian Edinburgh starteten in der 2. Runde. Ausgetragen wurden die Spiele zwischen dem 13. und 29. Juli 2018.

### Gruppe A
| Pl. | Verein         | Sp. | S | U | N | Tore    | Diff. | Punkte |
| --- | -------------- | --- | - | - | - | ------- | ----- | ------ |
| 1.  | Ross County    | 4   | 3 | 0 | 1 | 006:400 | +2    | 09     |
| 2.  | FC Arbroath    | 4   | 2 | 1 | 1 | 009:600 | +3    | 08     |
| 3.  | Alloa Athletic | 4   | 2 | 1 | 1 | 008:500 | +3    | 08     |
| 4.  | Dundee United  | 4   | 1 | 2 | 1 | 006:300 | +3    | 05     |
| 5.  | Elgin City     | 4   | 0 | 0 | 4 | 000:110 | −11   | 0      |

| 14. Juli 2018     |                 |                |
| Dundee United     | 1:1 (3:5 i. E.) | FC Arbroath    |
| Ross County       | 2:0             | Elgin City     |
| 17. Juli 2018     |                 |                |
| Alloa Athletic    | 4:2             | FC Arbroath    |
| Ross County       | 1:0             | Dundee United  |
| 21. Juli 2018     |                 |                |
| FC Arbroath       | 2:0             | Elgin City     |
| Dundee United     | 1:1 (3:4 i. E.) | Alloa Athletic |
| 24./25. Juli 2018 |                 |                |
| Elgin City        | 0:3             | Alloa Athletic |
| FC Arbroath       | 4:1             | Ross County    |
| 28. Juli 2018     |                 |                |
| Alloa Athletic    | 0:2             | Ross County    |
| Elgin City        | 0:4             | Dundee United  |

### Gruppe B
| Pl. | Verein           | Sp. | S | U | N | Tore    | Diff. | Punkte |
| --- | ---------------- | --- | - | - | - | ------- | ----- | ------ |
| 1.  | FC St. Johnstone | 4   | 3 | 1 | 0 | 005:100 | +4    | 11     |
| 2.  | FC Falkirk       | 4   | 2 | 0 | 2 | 004:300 | +1    | 06     |
| 3.  | FC Montrose      | 4   | 2 | 0 | 2 | 003:400 | −1    | 06     |
| 4.  | Forfar Athletic  | 4   | 1 | 1 | 2 | 005:700 | −2    | 05     |
| 5.  | FC East Fife     | 4   | 0 | 2 | 2 | 002:400 | −2    | 02     |

| 14. Juli 2018     |                 |                  |
| FC Falkirk        | 0:1             | FC Montrose      |
| FC St. Johnstone  | 0:0 (5:4 i. E.) | FC East Fife     |
| 17. Juli 2018     |                 |                  |
| FC Falkirk        | 2:0             | Forfar Athletic  |
| FC Montrose       | 1:0             | FC East Fife     |
| 21./22. Juli 2018 |                 |                  |
| FC Montrose       | 0:1             | FC St. Johnstone |
| FC East Fife      | 1:1 (4:5 i. E.) | Forfar Athletic  |
| 24./25. Juli 2018 |                 |                  |
| FC St. Johnstone  | 1:0             | FC Falkirk       |
| Forfar Athletic   | 3:1             | FC Montrose      |
| 28. Juli 2018     |                 |                  |
| FC East Fife      | 1:2             | FC Falkirk       |
| Forfar Athletic   | 1:3             | FC St. Johnstone |

### Gruppe C
| Pl. | Verein              | Sp. | S | U | N | Tore    | Diff. | Punkte |
| --- | ------------------- | --- | - | - | - | ------- | ----- | ------ |
| 1.  | Heart of Midlothian | 4   | 3 | 1 | 0 | 013:200 | +11   | 11     |
| 2.  | Inverness CT        | 4   | 3 | 0 | 1 | 009:800 | +1    | 09     |
| 3.  | FC Cowdenbeath      | 4   | 2 | 0 | 2 | 005:100 | −5    | 06     |
| 4.  | Cove Rangers        | 4   | 1 | 0 | 3 | 003:500 | −2    | 03     |
| 5.  | Raith Rovers        | 4   | 0 | 1 | 3 | 002:700 | −5    | 01     |

| 14. Juli 2018       |                 |                     |
| Inverness CT        | 2:0             | Cove Rangers        |
| Raith Rovers        | 0:2             | FC Cowdenbeath      |
| 17./18. Juli 2018   |                 |                     |
| FC Cowdenbeath      | 2:5             | Inverness CT        |
| Cove Rangers        | 1:2             | Heart of Midlothian |
| 21. Juli 2018       |                 |                     |
| FC Cowdenbeath      | 1:0             | Cove Rangers        |
| Raith Rovers        | 1:1 (2:4 i. E.) | Heart of Midlothian |
| 24. Juli 2018       |                 |                     |
| Heart of Midlothian | 5:0             | FC Cowdenbeath      |
| Inverness CT        | 2:1             | Raith Rovers        |
| 28./29. Juli 2018   |                 |                     |
| Cove Rangers        | 2:0             | Raith Rovers        |
| Heart of Midlothian | 5:0             | Inverness CT        |

### Gruppe D
| Pl. | Verein               | Sp. | S | U | N | Tore    | Diff. | Punkte |
| --- | -------------------- | --- | - | - | - | ------- | ----- | ------ |
| 1.  | Dunfermline Athletic | 4   | 4 | 0 | 0 | 014:200 | +12   | 12     |
| 2.  | FC Dundee            | 4   | 3 | 0 | 1 | 008:100 | +7    | 09     |
| 3.  | Brechin City         | 4   | 1 | 1 | 2 | 003:100 | −7    | 04     |
| 4.  | Stirling Albion      | 4   | 1 | 0 | 3 | 004:900 | −5    | 03     |
| 5.  | FC Peterhead         | 4   | 0 | 1 | 3 | 000:700 | −7    | 02     |

| 14. Juli 2018        |                 |                      |
| Brechin City         | 0:0 (4:5 i. E.) | FC Peterhead         |
| Stirling Albion      | 0:4             | FC Dundee            |
| 17. Juli 2018        |                 |                      |
| Dunfermline Athletic | 3:0             | FC Peterhead         |
| Stirling Albion      | 1:2             | Brechin City         |
| 21./22. Juli 2018    |                 |                      |
| FC Peterhead         | 0:2             | Stirling Albion      |
| FC Dundee            | 0:1             | Dunfermline Athletic |
| 25. Juli 2018        |                 |                      |
| Brechin City         | 1:7             | Dunfermline Athletic |
| FC Peterhead         | 0:2             | FC Dundee            |
| 28. Juli 2018        |                 |                      |
| FC Dundee            | 2:0             | Brechin City         |
| Dunfermline Athletic | 3:1             | Stirling Albion      |

### Gruppe E
| Pl. | Verein           | Sp. | S | U | N | Tore    | Diff. | Punkte |
| --- | ---------------- | --- | - | - | - | ------- | ----- | ------ |
| 1.  | Ayr United       | 4   | 4 | 0 | 0 | 012:100 | +11   | 12     |
| 2.  | Partick Thistle  | 4   | 3 | 0 | 1 | 006:300 | +3    | 09     |
| 3.  | Greenock Morton  | 4   | 2 | 0 | 2 | 009:500 | +4    | 06     |
| 4.  | FC Stenhousemuir | 4   | 1 | 0 | 3 | 004:900 | −5    | 03     |
| 5.  | Albion Rovers    | 4   | 0 | 0 | 4 | 000:130 | −13   | 0      |

| 14. Juli 2018    |     |                  |
| Ayr United       | 3:1 | Greenock Morton  |
| FC Stenhousemuir | 0:2 | Partick Thistle  |
| 17. Juli 2018    |     |                  |
| Partick Thistle  | 2:1 | Greenock Morton  |
| FC Stenhousemuir | 4:0 | Albion Rovers    |
| 21. Juli 2018    |     |                  |
| Albion Rovers    | 0:2 | Ayr United       |
| Greenock Morton  | 2:0 | FC Stenhousemuir |
| 24. Juli 2018    |     |                  |
| Albion Rovers    | 0:2 | Partick Thistle  |
| Ayr United       | 5:0 | FC Stenhousemuir |
| 28. Juli 2018    |     |                  |
| Greenock Morton  | 5:0 | Albion Rovers    |
| Partick Thistle  | 0:2 | Ayr United       |

### Gruppe F
| Pl. | Verein              | Sp. | S | U | N | Tore    | Diff. | Punkte |
| --- | ------------------- | --- | - | - | - | ------- | ----- | ------ |
| 1.  | FC Livingston       | 4   | 3 | 1 | 0 | 005:100 | +4    | 11     |
| 2.  | Airdrieonians FC    | 4   | 2 | 1 | 1 | 009:400 | +5    | 07     |
| 3.  | Annan Athletic      | 4   | 2 | 0 | 2 | 006:500 | +1    | 06     |
| 4.  | Hamilton Academical | 4   | 1 | 2 | 1 | 005:200 | +3    | 06     |
| 5.  | Berwick Rangers     | 4   | 0 | 0 | 4 | 000:130 | −13   | 0      |

| 14. Juli 2018       |                 |                     |
| Airdrieonians FC    | 1:2             | FC Livingston       |
| Annan Athletic      | 1:0             | Hamilton Academical |
| 17. Juli 2018       |                 |                     |
| Annan Athletic      | 4:0             | Berwick Rangers     |
| Hamilton Academical | 0:0 (5:6 i. E.) | FC Livingston       |
| 21. Juli 2018       |                 |                     |
| Berwick Rangers     | 0:3             | Airdrieonians FC    |
| FC Livingston       | 1:0             | Annan Athletic      |
| 24. Juli 2018       |                 |                     |
| Airdrieonians FC    | 4:1             | Annan Athletic      |
| Berwick Rangers     | 0:4             | Hamilton Academical |
| 28. Juli 2018       |                 |                     |
| Hamilton Academical | 1:1 (3:0 i. E.) | Airdrieonians FC    |
| FC Livingston       | 2:0             | Berwick Rangers     |

### Gruppe G
| Pl. | Verein             | Sp. | S | U | N | Tore    | Diff. | Punkte |
| --- | ------------------ | --- | - | - | - | ------- | ----- | ------ |
| 1.  | FC Motherwell      | 4   | 3 | 1 | 0 | 011:200 | +9    | 10     |
| 2.  | Queen of the South | 4   | 3 | 0 | 1 | 012:500 | +7    | 09     |
| 3.  | Edinburgh City     | 4   | 1 | 1 | 2 | 005:120 | −7    | 05     |
| 4.  | FC Clyde           | 4   | 1 | 1 | 2 | 005:800 | −3    | 04     |
| 5.  | FC Stranraer       | 4   | 0 | 1 | 3 | 007:130 | −6    | 02     |

| 14. Juli 2018      |                 |                    |
| FC Clyde           | 1:1 (1:4 i. E.) | Edinburgh City     |
| Queen of the South | 5:3             | FC Stranraer       |
| 17. Juli 2018      |                 |                    |
| FC Motherwell      | 5:0             | Edinburgh City     |
| Queen of the South | 3:0             | FC Clyde           |
| 21. Juli 2018      |                 |                    |
| Edinburgh City     | 0:4             | Queen of the South |
| FC Stranraer       | 1:1 (3:2 i. E.) | FC Motherwell      |
| 24. Juli 2018      |                 |                    |
| FC Motherwell      | 2:0             | Queen of the South |
| FC Stranraer       | 1:3             | FC Clyde           |
| 28. Juli 2018      |                 |                    |
| FC Clyde           | 1:3             | FC Motherwell      |
| Edinburgh City     | 4:2             | FC Stranraer       |

### Gruppe H
| Pl. | Verein          | Sp. | S | U | N | Tore    | Diff. | Punkte |
| --- | --------------- | --- | - | - | - | ------- | ----- | ------ |
| 1.  | FC Kilmarnock   | 4   | 3 | 1 | 0 | 009:200 | +7    | 10     |
| 2.  | FC St. Mirren   | 4   | 1 | 3 | 0 | 009:300 | +6    | 09     |
| 3.  | FC Dumbarton    | 4   | 1 | 1 | 2 | 003:100 | −7    | 05     |
| 4.  | FC Queen’s Park | 4   | 1 | 1 | 2 | 002:400 | −2    | 04     |
| 5.  | FC Spartans     | 4   | 0 | 2 | 2 | 003:700 | −4    | 02     |

| 13./14. Juli 2018 |                 |                 |
| FC Kilmarnock     | 0:0 (2:3 i. E.) | FC St. Mirren   |
| FC Spartans       | 0:0 (3:4 i. E.) | FC Dumbarton    |
| 17. Juli 2018     |                 |                 |
| FC Dumbarton      | 1:0             | FC Queen’s Park |
| FC St. Mirren     | 2:2 (5:3 i. E.) | FC Spartans     |
| 21. Juli 2018     |                 |                 |
| FC Dumbarton      | 2:4             | FC Kilmarnock   |
| FC Queen’s Park   | 2:1             | FC Spartans     |
| 24. Juli 2018     |                 |                 |
| FC Queen’s Park   | 0:0 (4:5 i. E.) | FC St. Mirren   |
| FC Spartans       | 0:3             | FC Kilmarnock   |
| 28. Juli 2018     |                 |                 |
| FC Kilmarnock     | 2:0             | FC Queen’s Park |
| FC St. Mirren     | 6:0             | FC Dumbarton    |

### Rangliste der Gruppenzweiten
Die besten vier Gruppenzweiten erreichten die 2. Runde.
| Pl. | Verein             | Sp. | S | U | N | Tore    | Diff. | Punkte | Gruppe |
| --- | ------------------ | --- | - | - | - | ------- | ----- | ------ | ------ |
| 1.  | Queen of the South | 4   | 3 | 0 | 1 | 012:500 | +7    | 09     | G      |
| 2.  | FC Dundee          | 4   | 3 | 0 | 1 | 008:100 | +7    | 09     | D      |
| 3.  | FC St. Mirren      | 4   | 1 | 3 | 0 | 009:300 | +6    | 09     | H      |
| 4.  | Partick Thistle    | 4   | 3 | 0 | 1 | 006:300 | +3    | 09     | E      |
| 5.  | Inverness CT       | 4   | 3 | 0 | 1 | 009:800 | +1    | 09     | C      |
| 6.  | FC Arbroath        | 4   | 2 | 1 | 1 | 009:600 | +3    | 08     | A      |
| 7.  | Airdrieonians FC   | 4   | 2 | 1 | 1 | 009:400 | +5    | 07     | F      |
| 8.  | FC Falkirk         | 4   | 2 | 0 | 2 | 004:300 | +1    | 06     | B      |

## 2. Runde
Teil nahmen acht Gruppensieger und die vier zweitbesten Mannschaften jeder Gruppe aus der 1. Runde. Dazu stiegen die Europapokalteilnehmer Celtic Glasgow, FC Aberdeen, Glasgow Rangers und Hibernian Edinburgh in den Wettbewerb ein. Die 2. Runde wurde am 29. Juli 2018 ausgelost. Ausgetragen wurden die Spiele am 18. und 19. August 2018.
| Datum                       |                           | Ergebnis  |                         |
| --------------------------- | ------------------------- | --------- | ----------------------- |
| 18. August 2018, 12:30 WESZ | Partick Thistle (II)      | 1:3       | Celtic Glasgow (I)      |
| 18. August 2018, 15:00 WESZ | FC Aberdeen (I)           | 4:0       | FC St. Mirren (I)       |
| 18. August 2018, 15:00 WESZ | FC Dundee (I)             | 0:3       | Ayr United (II)         |
| 18. August 2018, 15:00 WESZ | Dunfermline Athletic (II) | 0:1       | Heart of Midlothian (I) |
| 18. August 2018, 15:00 WESZ | FC Livingston (I)         | 0:1       | FC Motherwell (I)       |
| 18. August 2018, 15:00 WESZ | Queen of the South (II)   | 2:4 n. V. | FC St. Johnstone (I)    |
| 19. August 2018, 12:30 WESZ | FC Kilmarnock (I)         | 1:3       | Glasgow Rangers (I)     |
| 19. August 2018, 15:00 WESZ | Hibernian Edinburgh (I)   | 3:2       | Ross County (II)        |

## Viertelfinale
Das Viertelfinale wurde am 19. August 2018 ausgelost. Ausgetragen wurden die Spiele am 25. und 26. September 2018.
| Datum                          |                         | Ergebnis              |                    |
| ------------------------------ | ----------------------- | --------------------- | ------------------ |
| 25. September 2018, 19:45 WESZ | Hibernian Edinburgh (I) | 0:0 n. V. (5:6 i. E.) | FC Aberdeen (I)    |
| 26. September 2018, 19:45 WESZ | Heart of Midlothian (I) | 4:2                   | FC Motherwell (I)  |
| 26. September 2018, 19:45 WESZ | Glasgow Rangers (I)     | 4:0                   | Ayr United (II)    |
| 26. September 2018, 19:45 WESZ | FC St. Johnstone (I)    | 0:1                   | Celtic Glasgow (I) |

## Halbfinale
Das Halbfinale wurde am 26. September 2018 ausgelost. Ausgetragen werden die Spiele am 28. Oktober 2018 im Hampden Park von Glasgow (Aberdeen gg. Rangers) und im Murrayfield Stadium von Edinburgh (Heart of Midlothian gg. Celtic).
| Datum                       |                         | Ergebnis |                     |
| --------------------------- | ----------------------- | -------- | ------------------- |
| 28. Oktober 2018, 13:30 WEZ | Heart of Midlothian (I) | 0:3      | Celtic Glasgow (I)  |
| 28. Oktober 2018, 16:30 WEZ | FC Aberdeen (I)         | 1:0      | Glasgow Rangers (I) |

## Finale
| Celtic Glasgow                                                | Celtic Glasgow | FC Aberdeen | FC Aberdeen |
| ------------------------------------------------------------- | --- | --- | ----------- |
| Celtic Glasgow                                                | \| 2. Dezember 2018 um 15:00 Uhr (WEZ) in Glasgow (Hampden Park) \| \| Ergebnis: 1:0 (1:0) \| \| Zuschauer: 50.936 \| \| Schiedsrichter: Andrew Dallas \| \| Spielbericht \| | \| 2. Dezember 2018 um 15:00 Uhr (WEZ) in Glasgow (Hampden Park) \| \| Ergebnis: 1:0 (1:0) \| \| Zuschauer: 50.936 \| \| Schiedsrichter: Andrew Dallas \| \| Spielbericht \|                                                                                     | FC Aberdeen |
| Celtic Glasgow                                                | Scott Bain – Mikael Lustig , Dedryck Boyata (61. Jozo Šimunović), Filip Benković, Kieran Tierney – Callum McGregor, James Forrest (86. Olivier Ntcham), Tom Rogic (64. Scott Brown), Ryan Christie, Scott Sinclair – Odsonne Édouard Cheftrainer: Brendan Rodgers ( Nordirland) | Joe Lewis – Shaleum Logan, Scott McKenna, Andrew Considine, Max Lowe – Dominic Ball, Graeme Shinnie , Gary Mackay-Steven (45.+2 Connor McLennan), Lewis Ferguson, Niall McGinn (70. James Wilson) – Sam Cosgrove (79. Bruce Anderson) Cheftrainer: Derek McInnes | FC Aberdeen |
| Celtic Glasgow                                                | 1:0 Ryan Christie (45.+5') | | FC Aberdeen |
| Celtic Glasgow                                                | Ryan Christie, James Forrest, Tom Rogic | Dominic Ball, Sam Cosgrove, Lewis Ferguson, Shaleum Logan | FC Aberdeen |
| 2. Dezember 2018 um 15:00 Uhr (WEZ) in Glasgow (Hampden Park) | | |             |
| Ergebnis: 1:0 (1:0)                                           | | |             |
| Zuschauer: 50.936                                             | | |             |
| Schiedsrichter: Andrew Dallas                                 | | |             |
| Spielbericht                                                  | | |             |